# Quadrante (geometria analitica)

I quattro quadranti del piano cartesiano. Il punto P indicato si trova nel 1° quadrante.

Un quadrante è la porzione di piano cartesiano individuata da ciascuna coppia di semiassi. 
A seconda dei segni delle coordinate, il punto P=(x,y) è posto:
- nel 1° quadrante se x > 0 e y > 0
- nel 2° quadrante se x < 0 e y > 0
- nel 3° quadrante se x < 0 e y < 0
- nel 4° quadrante se x > 0 e y < 0.

I quadranti quindi si contano in senso antiorario, a partire dal quadrante in alto a destra, per cui:
- il 1° quadrante è posizionato in alto a destra
- il 2° quadrante è posizionato in alto a sinistra
- il 3° quadrante è posizionato in basso a sinistra
- il 4° quadrante è posizionato in basso a destra.

## Esempio
Determinare per quali valori a il punto {\displaystyle P=(a+2;a^{2}-1)} appartiene al 1° quadrante.
Il punto {\displaystyle P} appartiene al 1° quadrante se ha entrambe le coordinate positive, pertanto deve essere soddisfatto il sistema:
{\displaystyle \left\{{\begin{matrix}a+2>0\\a^{2}-1>0\end{matrix}}\right.}
Quindi il punto {\displaystyle P} appartiene al 1° quadrante se {\displaystyle a>1} o se {\displaystyle -2<a<-1}.